# Přeckov
Přeckov é uma comuna checa localizada na região de Vysočina, distrito de Třebíč.